# Quadricalcarifera insufficiens
Quadricalcarifera insufficiens är en fjärilsart som beskrevs av M.Gaede 1930. Quadricalcarifera insufficiens ingår i släktet Quadricalcarifera och familjen tandspinnare. Inga underarter finns listade.